# Icon of the Seas
Icon of the Seas je výletní loď společnosti Royal Caribbean International, která je vedoucí lodí třídy Icon a která poprvé vyplula 27. ledna 2024 z přístavu v Miami v USA. S tonáží 248 663 brutto tun se Icon of the Seas stala největší výletní lodí na světě.  
Loď je kritizována pro svou vysokou ekologickou stopu způsobenou využíváním zkapalněného zemního plynu (LNG) jako paliva. Podle Mezinárodní rady pro čistou dopravu (ICCT) loď vypouští výrazně vyšší množství skleníkových plynů, zvláště pak metanu, než lodě spalující jiná paliva. Podle ICCT jsou emise metanu vyšší než předpokládají současné předpisy.

## Historie
V říjnu 2016 oznámily společnost Royal Caribbean a finský loďařský závod Meyer Turku kontrakt na stavbu dvou lodí třídy „Icon“.  Očekávalo se, že lodě budou dodány ve třetím čtvrtletí roku 2023, resp. v roce 2025,   a budou zaregistrovány společností DNV. 
Royal Caribbean v roce 2016 také podala žádost o registraci ochranné známky pro název „Icon of the Seas“. 
Řezání oceli pro Icon of the Seas začalo v červnu 2021. V říjnu Royal Caribbean oznámila, že první nádrž na LNG pro pohon lodi byla instalována v Neptun Werft v Rostocku v Německu. V prosinci 2021 byla do lodi namontována strojovna (včetně nádrží na LNG) a loď byla odtažena remorkérem do Turku ve Finsku. Kýl byl položen v dubnu 2022. V květnu 2022 společnost Royal Caribbean potvrdila, že Icon of the Seas bude větší než lodě třídy Oasis.
Dne 19. června 2023 vyplula Icon of the Seas na první ze svých testů na moři.  Dne 22. června se vrátila do loděnice Meyer Turku, aby byly provedeny úpravy systémů a dokončeny a zařízeny vnitřní prostory. 
27. listopadu 2023, pouhé dva měsíce před oficiálním debutem v Miami v lednu 2024, byla loď oficiálně předána Royal Caribbean. 
Dne 1. prosince 2023 projela Icon of the Seas pod mostem Great Belt Bridge v Dánsku.  Loď posléze zakotvila v loděnici Navantia ve španělském Cádizu, aby byly provedeny dokončovací práce. 
Loď vyplula z Cádizu 23. prosince 2023 do Portorika a 10. ledna 2024 dorazila do přístavu v Miami.   Dne 23. ledna byla Icon of the Seas při slavnostním ceremoniálu pokřtěna fotbalistou Lionelem Messim.  Její první plavba začala 27. ledna. 

## Design
Icon of the Seas je poháněna zkapalněným zemním plynem (LNG). Loď má šest vícepalivových motorů Wärtsilä, které mohou spalovat jak LNG, tak námořní plynový olej. Mezinárodní rada pro čistou dopravu uvedla, že LNG je horší palivo, protože uvolňuje více emisí skleníkových plynů, konkrétně metanu. Loď využívá i další alternativní zdroje energie, například palivové články k výrobě elektřiny a sladké vody.  Icon of the Seas je první plavidlo Royal Caribbean, které tyto technologie používá. 
Loď má posádku 2350 a kapacitu 5610 cestujících při dvojnásobném obsazení, maximální kapacita pak činí 7600 osob. Icon of the Seas má 20 palub se sedmi bazény a šesti tobogány. Společnost tvrdí, že loď má nejvyšší vodopád, nejvyšší tobogán a největší vodní park ze všech výletních lodí.
Loď byla navržena týmem architektů a designérů, jehož členy byly například Wilson Butler Architects, 3Deluxe, RTKL nebo Skylab Architecture.  Designéři představili například:
- Aquadome: prostor pro potápění a umělecká představení pod skleněnou kopulí na vrcholu lodi. [26]
- The Pearl: strukturální prvek navržený jako dynamická umělecká instalace na Royal Promenade. [27]
- Absolute Zero: kluziště. [28]
- Surfside: rodinná čtvrť.
- The Hideaway: beach club s prvním zavěšeným nekonečným bazénem na lodi.[24]
- Thrill Island: největší vodní park na moři se šesti různými tobogány.
- Swim & Tonic: největší plavecký bar na moři. [29]